# Polen-Rundfahrt 1974
Das Etappenrennen Polen-Rundfahrt 1974 führte im September über elf Etappen. Es war die 31. Austragung der Polen-Rundfahrt. Gesamtsieger wurde André Delcroix aus Belgien.

## Teilnehmer
Am Start standen Radrennfahrer in Nationalteams aus der DDR, Polen, Finnland, der Tschechoslowakei mit je fünf Fahrern sowie einige Vereinsmannschaften aus dem Gastgeberland. Als Novum waren mit den belgischen Fahrern zum ersten Mal Radprofis (aus dem Radsportteam IJsboerke) am Start einer Polen-Rundfahrt.
Die DDR startete mit Gerhard Lauke, Lothar Grüner, Eberhard Schimbor, Ulrich Schorten und Lothar Pfuhl.

## Rennen
Veranstalter war der polnische Radsportverband. Die Gesamtdistanz betrug 1.592 Kilometer, wobei es keinen Ruhetag gab. Neben der Einzelwertung gab es eine Mannschaftswertung, eine Sprintwertung und eine Bergwertung. Die Belgier dominierten die Rundfahrt. Delcroix legte den Grundstein für seinen Gesamtsieg bereits auf der 2. Etappe. Ludo Peeters holte mit seinem Etappensieg noch den 2. Gesamtrang. Die DDR-Fahrer konnten nicht rennentscheidend eingreifen.

## Etappen
Die Rundfahrt führte über insgesamt elf Etappen mit einem Einzelzeitfahren und einem Prolog zur Eröffnung.
Prolog (8,5 Kilometer): Sieger Tadeusz Mytnik, Polen
1. Etappe 108 km: Sieger Roman Wilczyński, Polen
2. Etappe 179 km: Sieger: André Delcroix, Belgien
3. Etappe 180 km: Sieger Stanisław Szozda, Polen
4. Etappe 45 km (Einzelzeitfahren): Sieger Florian Andrzejewski, Polen
5. Etappe 160 km: Sieger Willy Planckaert, Belgien
6. Etappe 151 km: Sieger Ryszard Szurkowski, Polen
7. Etappe 158 km: Sieger Mieczysław Nowicki, Polen
8. Etappe 170 km: Sieger Stanisław Szozda, Polen
9. Etappe 140 km: Sieger Stanisław Boniecki, Polen
10. Etappe 160 km: Sieger Ludo Peeters, Belgien
11. Etappe 133 km: Sieger Ryszard Szurkowski, Polen

## Gesamtwertungen

### Einzel (Gelbes Trikot)
| Platz | Name                 | Mannschaft | Zeit        |
| ----- | -------------------- | ---------- | ----------- |
| 1.    | André Delcroix       | Belgien    | 38:43:54 h  |
| 2.    | Ludo Peeters         | Belgien    | + :56 min   |
| 3.    | Wojciech Matusiak    | Polen      | + 5:04 min  |
| 4.    | Zbigniew Krzeszowiec | Polen      | + 11:41 min |
| 5.    | Tadeusz Ochot        | Polen      | + 12:05 min |
| 6.    | Edward Barcik        | Polen      | + 13:26 min |

### Mannschaftswertung
Die Mannschaftswertung gewann das Profiteam IJsboerke vor Polen I.

### Sprintwertung
Sieger in dieser Sonderwertung wurde Stanisław Szozda.

### Bergwertung
Sieger der Bergwertung wurde Ryszard Szurkowski.